# 宁夏枸杞
宁夏枸杞（學名：Lycium barbarum）是茄科、枸杞属的一種落葉灌木，原產於中國华北、西北和西南地區，主要人工種植地區為中國宁夏，根據2018年的相關報道，宁夏的种植面积占全中国种植总面积的46%。

## 外部連結
- 维基共享资源上的相關多媒體資源：宁夏枸杞
- 維基物種上的相關：宁夏枸杞
- . 中藥材圖像數據庫. 香港浸會大學中醫藥學院.（繁體中文）（简体中文）